# Olympische Sommerspiele 1984/Teilnehmer (Katar)
| Gelbes Symbol für Goldmedaillen mit stilisierten Olympischen Ringen | Graues Symbol für Silbermedaillen mit stilisierten Olympischen Ringen | Braundes Symbol für Bronzemedaillen mit stilisierten Olympischen Ringen |
| ------------------------------------------------------------------- | --------------------------------------------------------------------- | ----------------------------------------------------------------------- |
| —                                                                   | —                                                                     | —                                                                       |

Katar nahm an den Olympischen Sommerspielen 1984 in Los Angeles, USA, mit einer Delegation von 24 Sportlern (allesamt Männer) teil. Es war die erste Teilnahme für Katar.

## Teilnehmer nach Sportarten

### Fußball
- Herrenteam
13. Platz

- Kader
Adel Ahmed Malalla
Ali al-Sadah
Ibrahim Ahmad
Faraj al-Mass
Issa al-Mohamedi
Khalid Salman
Mansoor Bakheet
Mubarak al-Ali
Mohamed al-Ammari
Mohamed Deham al-Sowaidi
Mubarak al-Khater
Salem Mehaizaa
Sultan Waleed Jamaan
Younis Lari

### Leichtathletik
- Faraj Saad Marzouk
100 Meter: Vorläufe
4 × 100 Meter: Halbfinale

- Jamal al-Abdullah
200 Meter: Viertelfinale
4 × 100 Meter: Halbfinale

- Ibrahim al-Taher
Marathon: ??

- Waheed Khamis al-Salem
4 × 100 Meter: Halbfinale

- Talal Mansour
4 × 100 Meter: Halbfinale

- Mohamed Mansour Salah
Zehnkampf: 21. Platz

### Schießen
- Said al-Karbi
Schnellfeuerpistole: 42. Platz

- Eid Fayroze
Schnellfeuerpistole: 49. Platz

- Sulaiman Mohamed
Kleinkaliber liegend: 49. Platz

- Jadaan Tarjam al-Shammari
Kleinkaliber liegend: 65. Platz